# خورخي مندوزا
خورخي مندوزا (بالإسبانية: Jorge Mendoza) هو مدرب كرة قدم ولاعب كرة قدم باراغواياني، ولد في 15 مايو 1989 في بوينس آيرس في الأرجنتين. شارك مع منتخب باراغواي لكرة القدم. أما مع النوادي، فقد لعب مع نادي غواراني.

## وصلات خارجية
- خورخي مندوزا على موقع قاعدة بيانات كرة القدم.إي يو (الإنجليزية)
- خورخي مندوزا على موقع ناشيونال فوتبول تيمز (الإنجليزية)
- خورخي مندوزا على موقع Soccerway.com (الإنجليزية)
- خورخي مندوزا على موقع AS.com (الإسبانية)